# Comme si de rien n'était (film)
Pour les articles homonymes, voir Comme si de rien n'était.
Pour plus de détails, voir Fiche technique et Distribution.
Comme si de rien n'était est un film français de 2003 réalisé par Pierre-Olivier Mornas.

## Synopsis
Lorsque Thomas, metteur en scène, rencontre Alix, ils tombent amoureux dès le premier regard. Il apprend rapidement qu'elle est atteinte d'un grave cancer et décide de lui offrir un rôle dans la pièce théâtre qu'il prépare. Thomas va tout faire pour tenter d'apporter quelques instants de bonheur dans le drame que vit Alix.

## Fiche technique
- Titre : Comme si de rien n'était
- Réalisation  : Pierre-Olivier Mornas
- Producteur : Steve Suissa
- Distribution : Kien Production
- Genre : comédie dramatique, romance
- Durée : 97 minutes
- Format de production : 35mm
- Tournage : 2002
- Dates de sortie : 
  - En salles : 31 décembre 2003
  - DVD : 28 avril 2005

## Distribution
- Alice Carel : Alix
- Pierre-Olivier Mornas : Thomas
- Rufus : Édouard
- Sophie Broustal : Sylvie
- Sophie Barjac : Jeanne, la mère d'Alix
- Nathalie Levy-Lang : Christelle
- Sophie-Charlotte Husson : Marion
- Steve Suissa : Benoît
- Laurent Bateau : Serge
- Lawrence Collins : Antoine
- Chad Chenouga : le médecin spécialiste
- Mélanie Faye : la secrétaire
- Agathe Chouchan : Laura
- Julien Cias : Jacques
- Marc Fayet : le raseur
- Jean-Luc Abel : Germain

## Distinctions
- Festival de La Ciotat[Lequel ?] : Prix du jeune Public, Prix spécial du Jury, Prix d’interprétation féminine pour Alice Carel
- Le prix du public au Festival du film de Paris et de Saint-Malo, où il a également reçu la mention spéciale du jury et le prix d'interprétation féminine pour Alice Carel.
- Festival du Film d'Avignon : Prix SACD et Prix du Tournage 2003
- Festival du Film de New York : Grand prix du public Le Roger 2004
- Festival de Mons : Prix du jeune public.
- Festival de Moulins : Rufus, meilleur acteur dans un second rôle
- Festival de Géménoz[réf. nécessaire] : Grand Prix du Jury
- Festival du film français d'Albi, Les Œillades : Grand Prix du Public